# Axim

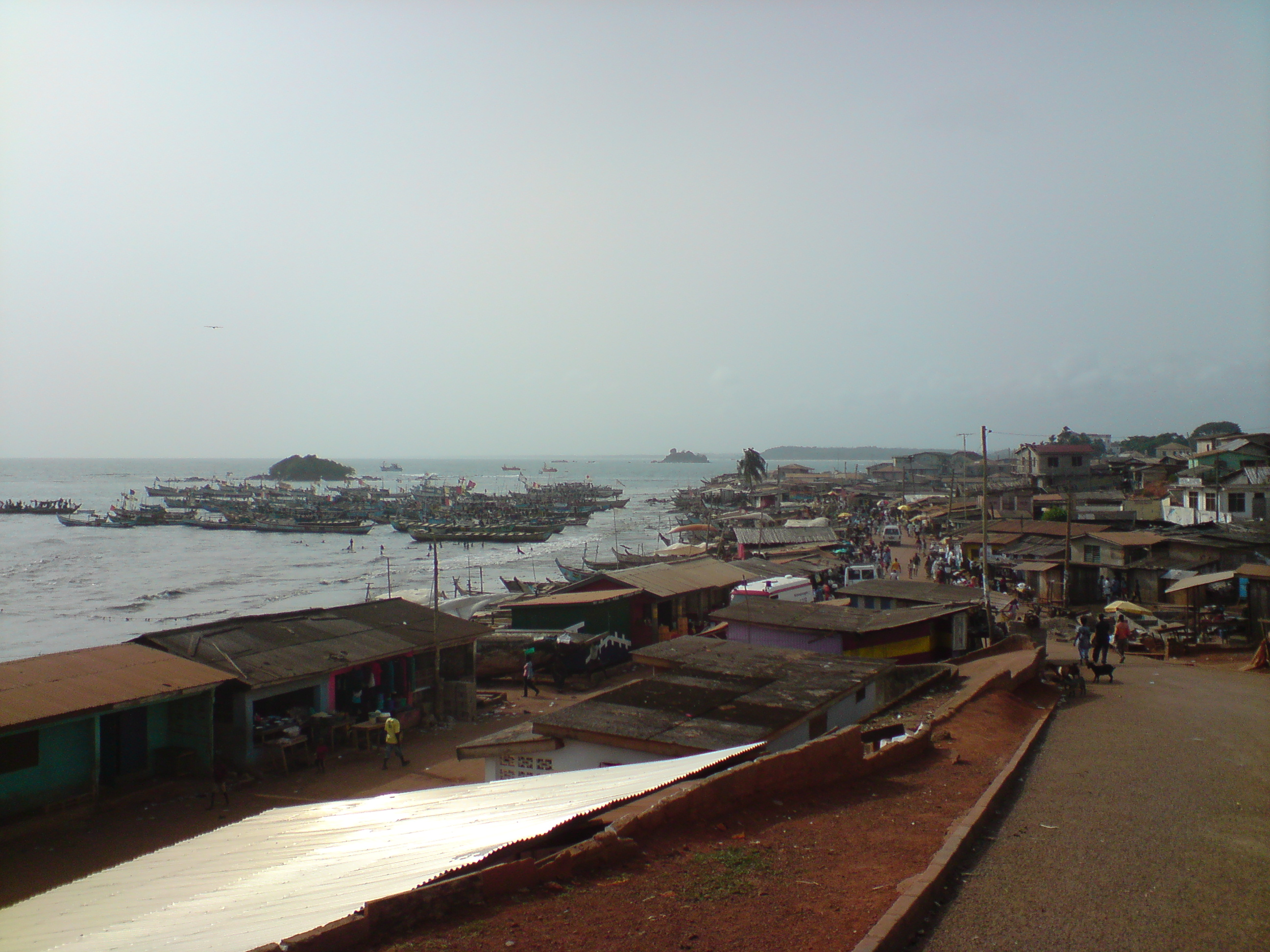
Axim (2009)

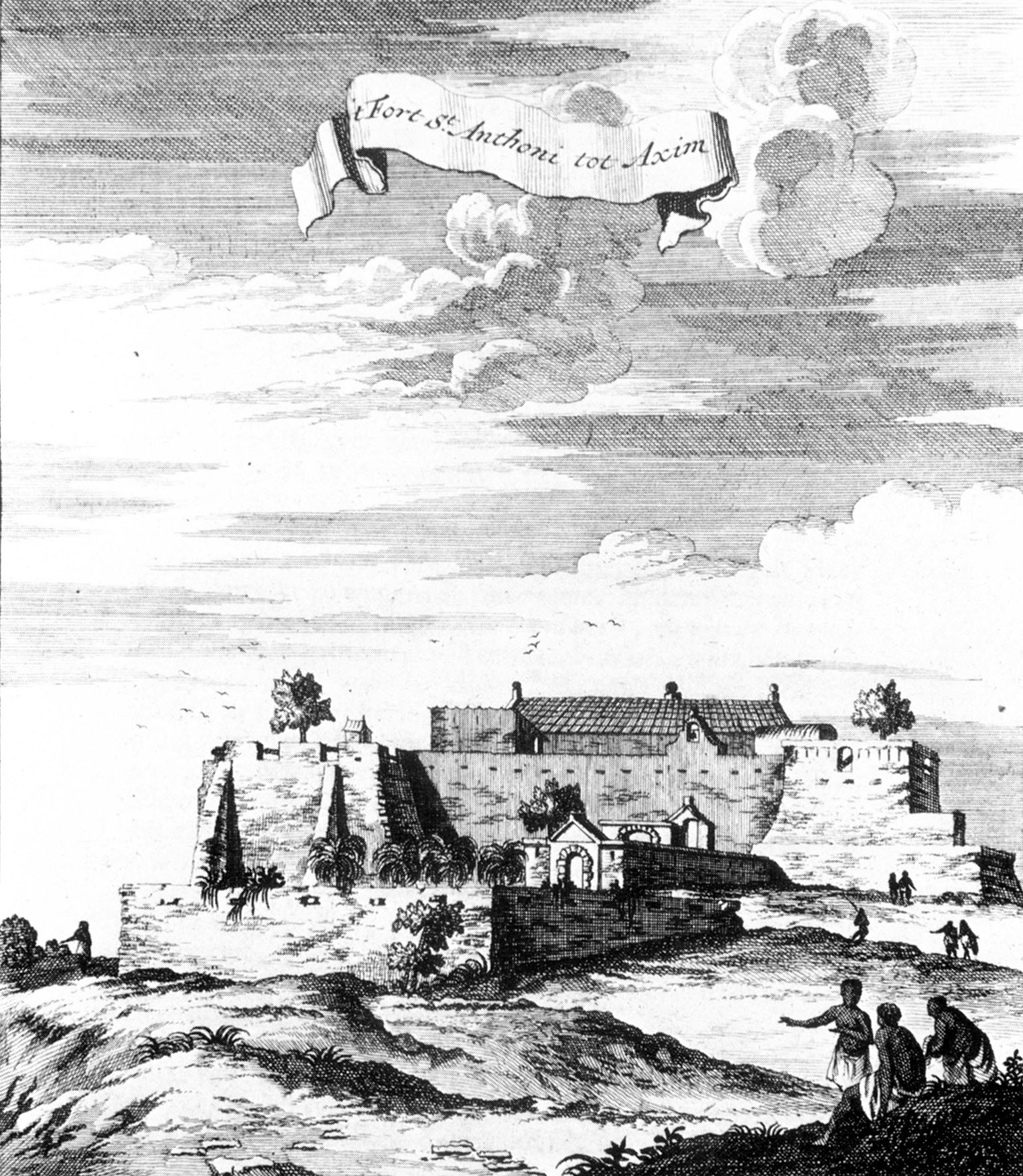
Darstellung des Fort St. Anthony in Axim (1709)

Koordinaten: 4° 52′ N, 2° 14′ W
Axim ist eine Stadt im Nzema East Municipal District in der Western Region von Ghana. Die Stadt hat etwa 12.000 Einwohner und liegt rund 65 km westlich von Takoradi.

## Geschichte
In Axim befindet sich die zweitälteste Sklavenburg Ghanas: das 1515 von den Portugiesen errichtete Fort St. Antony (eigentlich Forte São António) steht seit 1979 auf der Liste des UNESCO-Weltkulturerbe. 1642 wurde hier der Vertrag von Axim zwischen den örtlichen Anführern und den Niederlanden geschlossen.

## Klima
In Axim fällt regelmäßig Regen von über 2000 mm im Jahr, was die Stadt zu einem der regenreichsten Orte des ganzen Landes macht.

## Persönlichkeiten
Eine bekannte Persönlichkeit aus Axim (bzw. einem in der Nähe gelegenen Dorf) ist Anton Wilhelm Amo (1703–1756), der erste bekannte Afrikaner, der in Deutschland eine philosophische Ausbildung erhielt und philosophische Werke veröffentlichte. Auch der erste Präsident Ghanas, Kwame Nkrumah stammt aus der Nähe Axims und hat dort eine Zeit lang gelebt, an einer katholischen Schule unterrichtet und einen intellektuellen Zirkel geleitet.